# 走れ風のように
「走れ風のように」（はしれかぜのように）は、1977年10月25日に発売された木之内みどりの10枚目のシングル。

## 解説
「走れ風のように」「愛に肩寄せて」はそれぞれ、木之内が主演したテレビドラマ『刑事犬カール』（1977年 - 1978年）の主題歌、挿入歌となった。
本楽曲は、1987年発売の木之内みどり初のベストCD以来、頻繁にCD化・デジタル音源化されており、現在も比較的容易に聴くことができる

## 収録曲
- 両楽曲共に、作詞：松本隆／作曲：平尾昌晃／編曲：瀬尾一三

1. 走れ風のように（3分28秒）
2. 愛に肩寄せて（3分43秒）

## 収録CD
- 木之内みどり/プレイバック・シリーズ（1987年11月21日） - 「走れ風のように」
- 木之内みどり（1989年8月21日） - 「走れ風のように」
- 懐かしの青春ドラマ主題歌集 補遺編（1996年8月21日） - 「走れ風のように」
- MYこれ!クション 木之内みどり BEST（2001年10月17日） - 「走れ風のように」
- 株式会社 NAVレコード ヒストリー2（2003年7月16日） - 「走れ風のように」「愛に肩寄せて」
- ぼくらのベスト アルバム復刻シリーズ 木之内みどり 2（2004年5月19日） - 「走れ風のように」「愛に肩寄せて」
- 刑事魂 刑事ドラマソング・ベスト2（2004年6月23日） - 「走れ風のように」
- デカまにあ（2004年10月21日） - 「走れ風のように」
- なつかしのファミリードラマ主題歌全集（2007年1月24日） - 「走れ風のように」「愛に肩寄せて」
- 「木之内みどり」SINGLESコンプリート（2007年7月18日） - 「走れ風のように」「愛に肩寄せて」
- 硝子坂+シングルコレクション（2008年7月16日） - 「走れ風のように」